# 尾山町 (金沢市)
尾山町（おやままち）は、石川県金沢市の町名。丁目を持たない単独町名であり、全域で住居表示実施済み。

## 地理
国道157号、片町と香林坊の中間に位置している。

## 世帯数と人口
2022年（令和4年）8月1日現在の世帯数と人口は以下のとおりである。
| 町丁   | 世帯数  | 人口  |
| ------ | ------- | ----- |
| 尾山町 | 233世帯 | 437人 |

## 小・中学校の学区
市立小・中学校に通う場合、学区は以下のとおりとなる。
| 番・番地等 | 小学校             | 中学校             |
| ---------- | ------------------ | ------------------ |
| 全域       | 金沢市立中央小学校 | 金沢市立長町中学校 |

## 交通

### 鉄道
町内に鉄道駅はない。

### バス
- 金沢ふらっとバス材木ルート

近接する国道157号上に南町・尾山神社バス停がある。

### 道路
- お堀通り

## 施設
- 尾山神社
- 石川県文教会館
- 河合楽器 金沢

### かつて存在した施設
- 三木楽器
- 開進堂楽器金沢（駅西に移転）